# Józef tłumaczący sny podczaszego i piekarza (obraz Aleksandra Iwanowa)
Józef tłumaczący sny podczaszego i piekarza (ros. Иосиф, толкующий сны заключённым с ним в темнице виночерпию и хлебодару) – powstały w 1827 obraz rosyjskiego malarza Aleksandra Andriejewicza Iwanowa, obecnie w Muzeum Rosyjskim w Petersburgu.
Obraz powstał jeszcze podczas studiów Iwanowa w Akademii Sztuk Pięknych w Petersburgu. Autor dzieła został za nie nagrodzony wielkim złotym medalem w 1827.

## Opis
Obraz Józef tłumaczący sny jest ilustracją jednego z epizodów z biblijnej sagi o Józefie. Znienawidzony przez braci Józef syn Jakuba wnuk patriarchy Abrahama został w Dotain sprzedany przez swych braci kupcom madianickim, którzy z kolei odsprzedali go w Egipcie Potifarowi, urzędnikowi faraona. Przebywając u Potifara, Józef odmówił żonie swego pana zażyłości cielesnej, za co ta zemściła się, oskarżając go o napaść. Józef trafił do więzienia, gdzie tłumaczył sny. Księga Rodzaju opisuje, iż miał przepowiedzieć uwolnienie podczaszego faraona oraz niechybną śmierć nadwornego piekarza.
Artysta przedstawił scenę rozgrywającą się w lochu więziennym. Józef, na którego pada wyraźne światło z okna, ubrany w tunikę i zielonkawy himation palcem wskazuje piekarzowi, że jego ciało zostanie powieszone. Na twarzy Józefa widoczne jest współczucie i żal. Piekarz, skuty łańcuchem, jest prawie nagi. Zwinięty czerwony płaszcz lub jakaś inna część odzienia, ma jeszcze uwydatnić zbliżającą się śmierć. Skazany jakby zrywał się, jest przerażony, patrzy w dal, jak obłąkaniec. Podczaszy stoi za Józefem, trzymając go za ramię. Jego twarz wyraża szczęście i pełną nadziei postawę – usłyszał dobrą wieść. Trzy postacie otacza mrok. Jedynie nad piekarzem widać relief przedstawiający spętanych niewolników. To element nawiązujący do sztuki egipskiej: kompozycja w układzie pasowym.